# Salix bebbiana
Salix bebbiana — вид квіткових рослин із родини вербових (Salicaceae).

## Морфологічна характеристика
Гілки розгалужені, іноді ± крихкі біля основи, від жовто-коричневого до темно-червоно-коричневого, не чи слабо сизуваті, від волосистих до майже голих; гілочки жовто-зелені чи червоно-коричневі, від помірно до дуже щільно ворсинчасті до майже голих. Листки на ніжках; найбільша листкова пластина вузько видовжена, вузько-еліптична, еліптична, зворотно-ланцетна чи зворотно-яйцювата; краї плоскі, цільні, городчасті або неправильно зазубрені, залози субмаргінальні; верхівка гостра, загострена чи опукла; абаксіальна поверхня (низ) сірувата, помірно густо запушена або довго-шовковиста до майже голої; адаксіальна — тьмяна чи злегка блискуча, помірно густо запушена, рідко коротко-шовковиста чи майже гола, волоски білі чи сірі; молода пластинка жовтувато-зелена або червонувата, волосиста або рідко або помірно густо запушена або довго-шовковиста абаксіально, волоски білі. Сережки тичинкові квітнуть безпосередньо перед появою листя, а маточкові після появи листя; тичинкова 10–42 × 7–16 мм; маточкова 16.5–85 × 9–32 мм. Коробочка 5–9 мм. 2n = 38.

## Середовище проживання
Канада (Квебек, о. Принца Едуарда, Онтаріо, Нунавут, Нова Шотландія, Північно-Західні території, о. Ньюфаундленд, Нью-Брансвік, Манітоба, Лабрадор, Британська Колумбія, Альберта, Саскачеван, Юкон); США (Вайомінг, Вісконсин, Вашингтон, Вермонт, Юта, Південна Дакота, Род-Айленд, Пенсільванія, Орегон, Огайо, Північна Дакота, Нью-Йорк, Нью-Мексико, Нью-Джерсі, Нью-Гемпшир, Невада, Небраска, Міннесота, Мічиган, Массачусетс, Мериленд, Мен, Аляска, Аризона, Каліфорнія, Колорадо, Коннектикут, Айдахо, Іллінойс, Індіана, Айова). Населяє прибережні та нагірні хвойні ліси, вологі низинні зарості, лісові болота Picea mariana, околиці струмків, береги озер, окрайці прерій, сухі південні схили, сіенеги, просочування, порушені території; 0–3300 метрів.

## Галерея

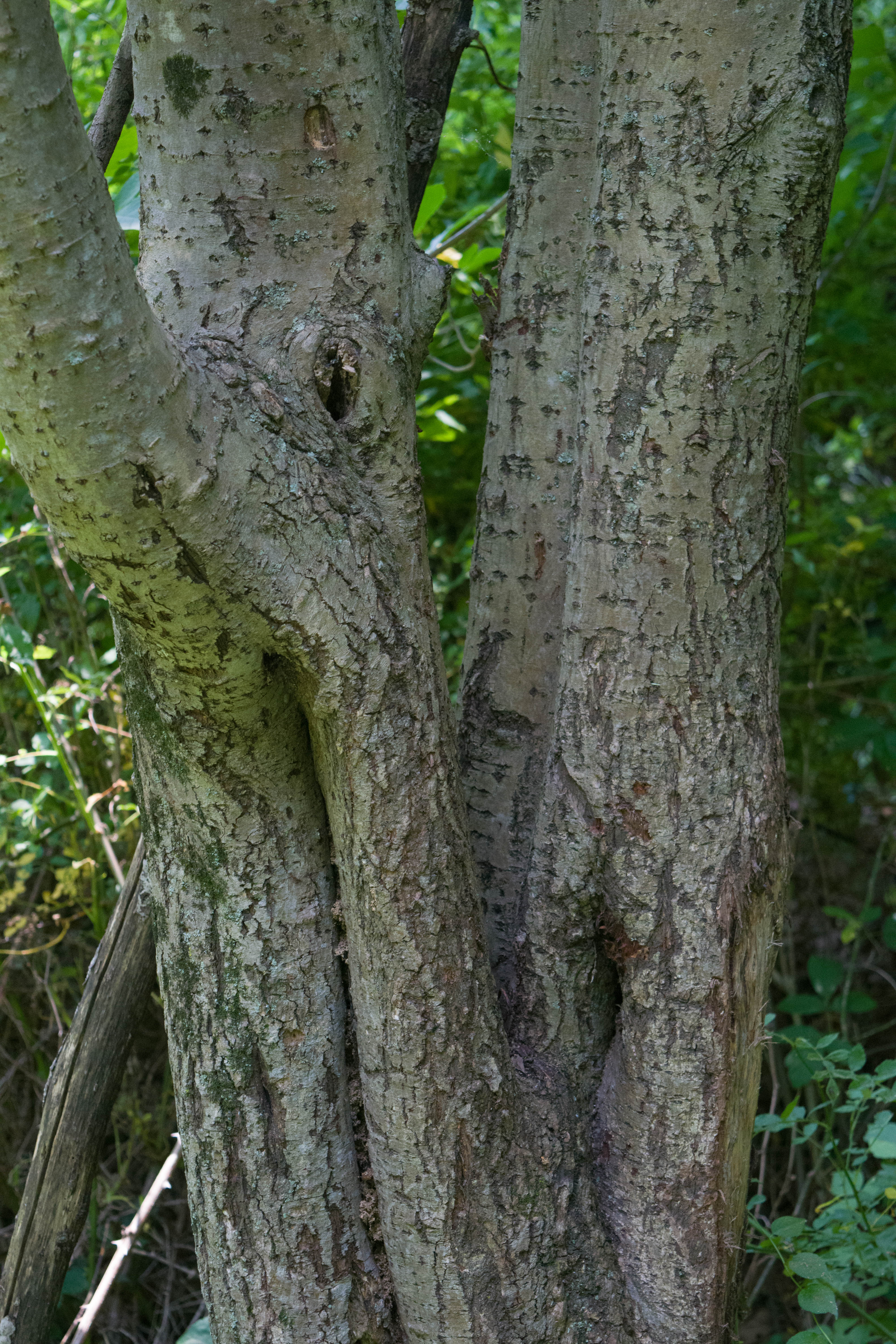
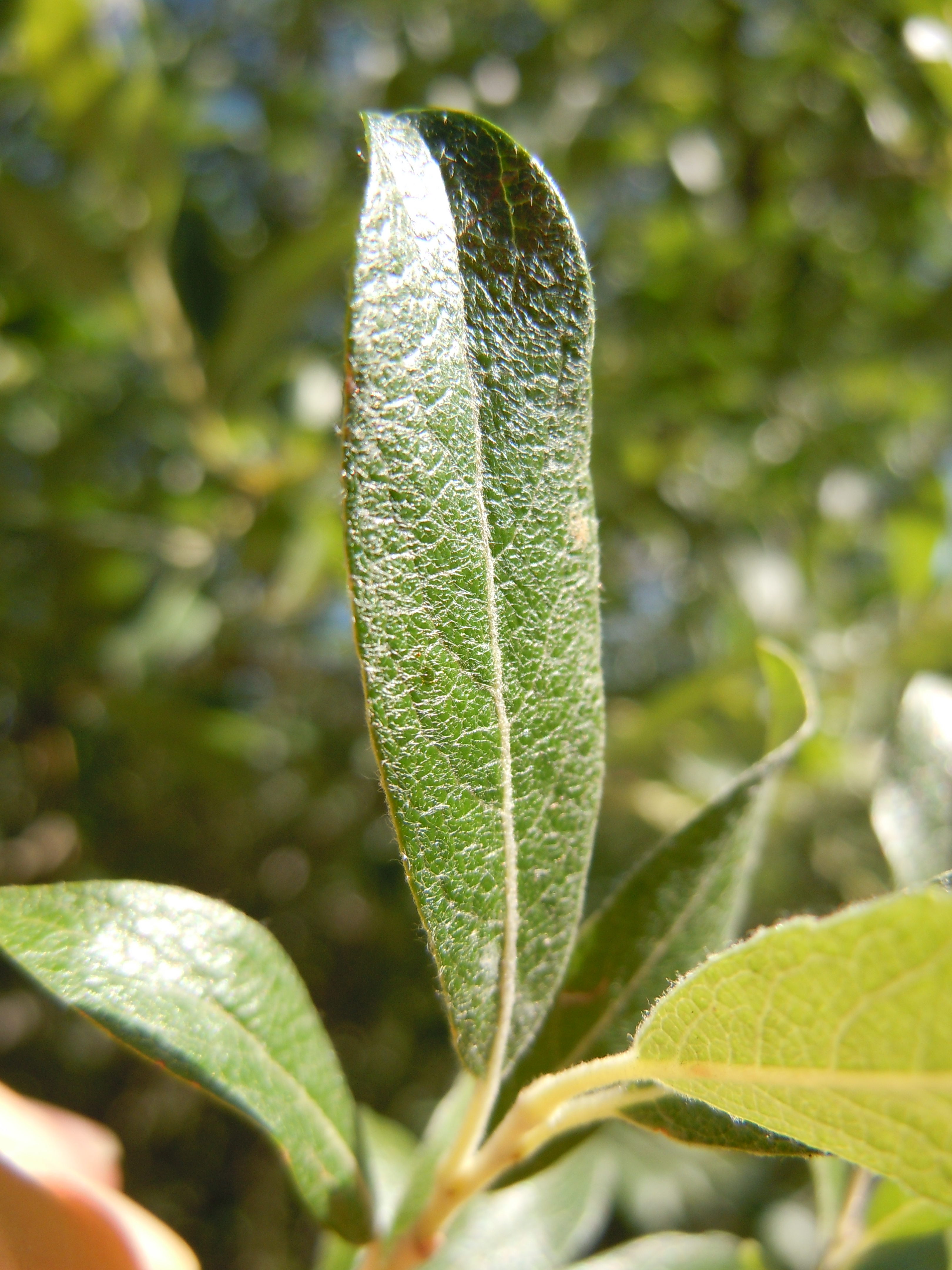
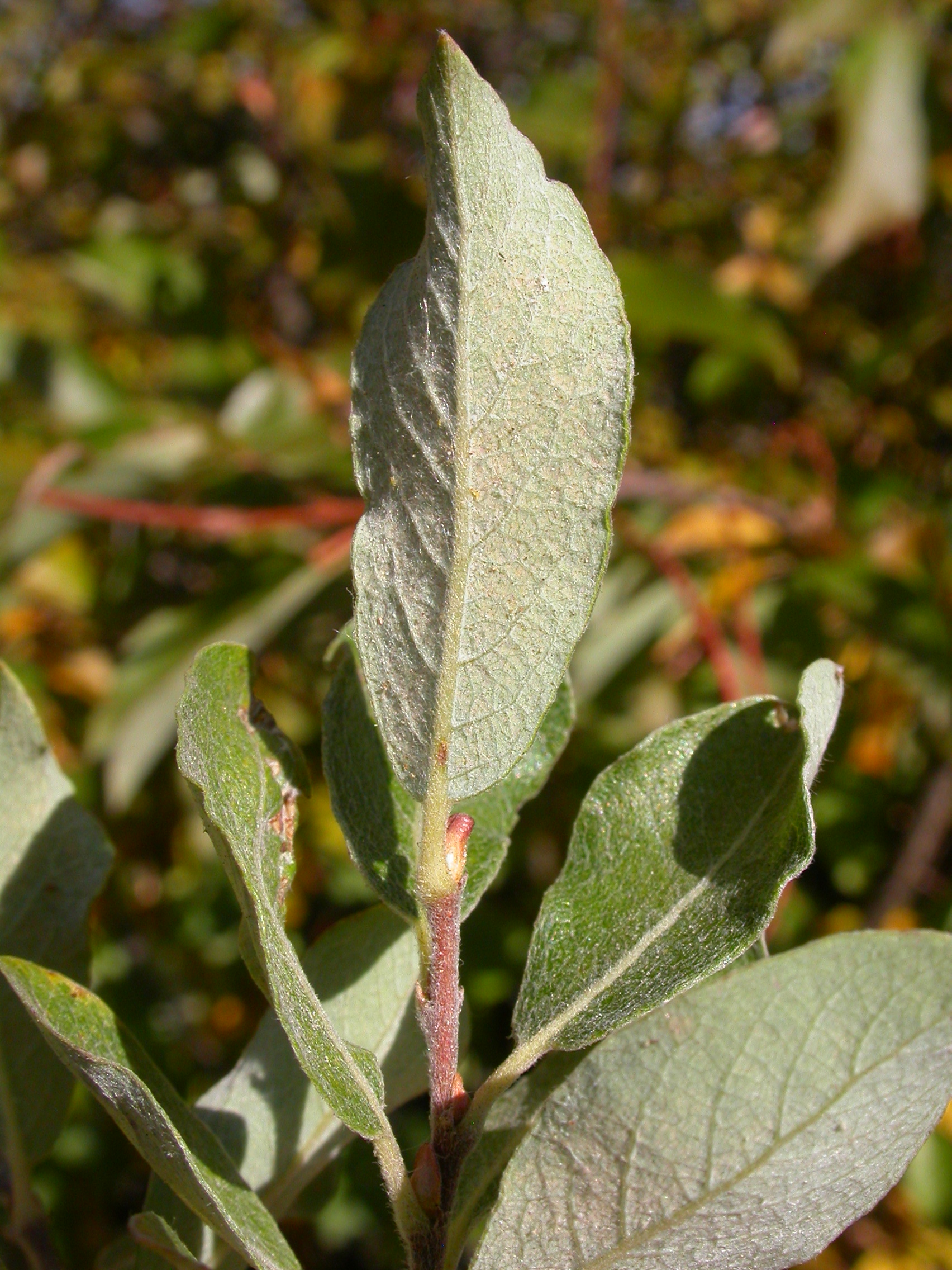
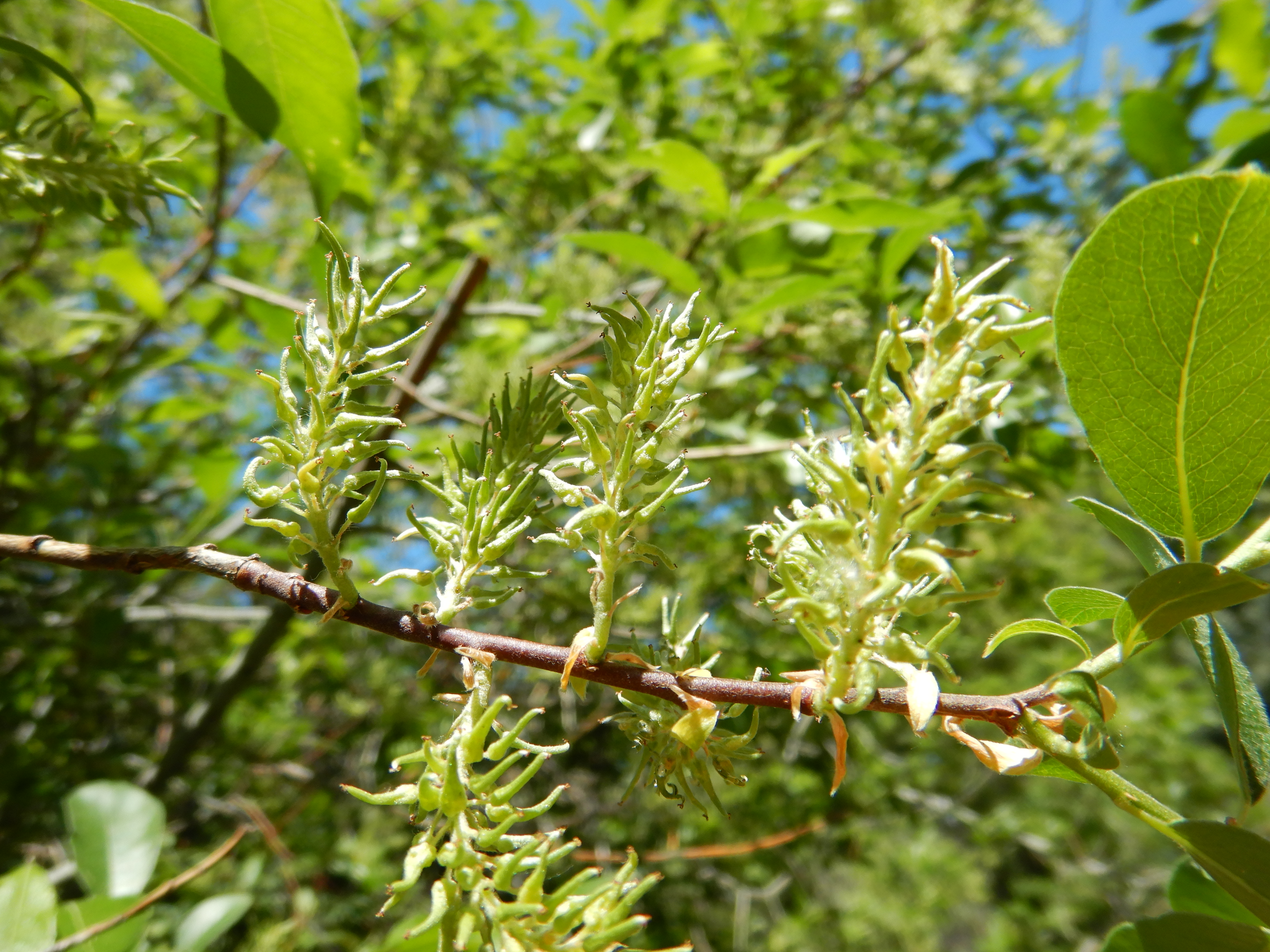
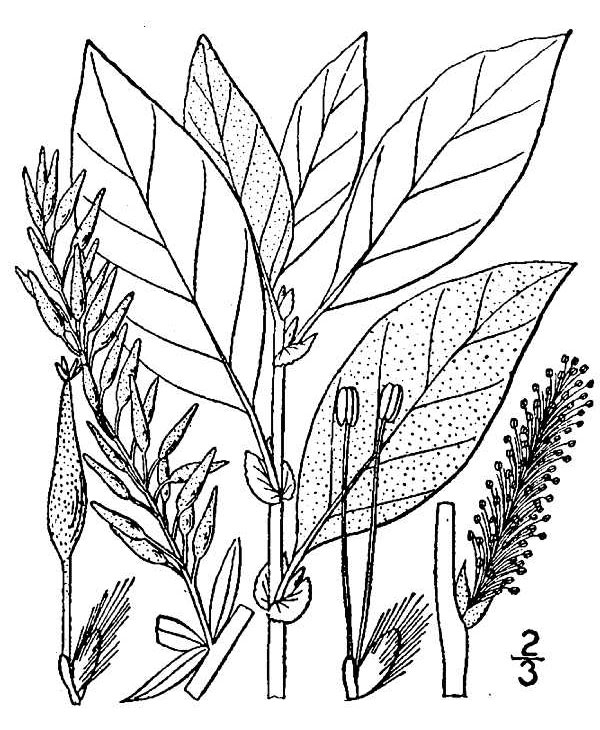